# Proisotoma laticauda
Proisotoma laticauda är en urinsektsart som beskrevs av James P. Folsom 1937. Proisotoma laticauda ingår i släktet Proisotoma och familjen Isotomidae. Inga underarter finns listade i Catalogue of Life.